# Välsigna mig, välsigna mig, välsigna mig just nu
Välsigna mig, välsigna mig, välsigna mig just nu är en körsång med text av en okänd författare. Musiken är komponerad 1880 av Amelia Mathilda Hull. 

## Publicerad i
- Frälsningsarméns sångbok 1929 som nr 15 i körsångsdelen under rubriken "Bön".
- Frälsningsarméns sångbok 1968 som nr 34 i körsångsdelen under rubriken "Bön".
- Frälsningsarméns sångbok 1990 som nr 775 under rubriken "Bön".